# 南奥塞梯议会
南奥塞梯议会（俄語：Парламент Южной Осетии）是南奥塞梯的一院制立法机关，由34名议员组成且议会任期为5年。現任議會議長是阿兰·马吉耶夫，第一副議長則是齐塔·贝萨耶娃，兩人皆屬於南奧塞提亞目前的執政黨「會議 」。上次選舉則是在2024年6月9日。

## 歷史

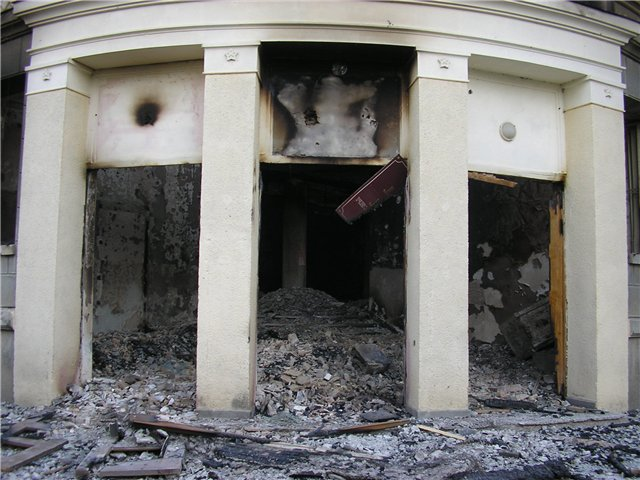
2008年8月被损毁的议会大厦

南奥塞梯议会位于首都茨欣瓦利，该议会大厦建于1937年。1989年11月10日，南奧塞梯自治州苏维埃请求苏联将其升格为一个加盟共和国。这引发了“法律之战”，即南奥塞梯自治州、格鲁吉亚苏维埃社会主义共和国与苏联之间激烈的法律争议，最终在1990年底演变为格鲁吉亚与奥塞梯民兵及苏军之间的公开武装冲突。
經過1990年12月9日的選舉後，當時的64名第一屆立法者，也就是當時的南奧塞提亞最高蘇維埃，通過了南奧塞提亞的憲法，並由托雷兹·库伦贝戈夫擔任第一任主席，阿兰·乔奇耶夫則擔任副主席，不過日後兩人卻在不同時間、因為不同原因入獄。南奧塞提亞最高蘇維埃在第一次会议时通過決議，要求當時的蘇聯最高蘇維埃讓南奧塞提亞脫離喬治亞，成為新的的蘇聯加盟共和國。
在2008年俄格战争期间，该大楼及其附近的行政建筑群遭格鲁吉亚军队炮击。格鲁吉亚总参谋长扎扎·戈加瓦起初否认以该建筑为目标，后发表声明称，议会大楼及其周边办公楼是南奥塞梯多支民兵的指挥部，炮击并未波及平民目标。人权观察组织与红十字会均指出该事件可能违反《罗马规约》第8条，但若楼内确有南奥塞梯武装人员，则不构成战争罪。战后，议会及其周边地区（包括茨欣瓦利的犹太区）基本被拆除，由俄国官方重建为一座新型示范城市。

## 最近一次選舉
2024年6月9日，舉行了最近一次的南奧塞提亞議會選舉，其中唯一當選的女性議員是屬於“會議”的齐塔·贝萨耶娃，同時身兼該黨黨主席的職位。